# Équipement de protection individuelle
Pour les articles homonymes, voir EPI, Protection individuelle et PPE.

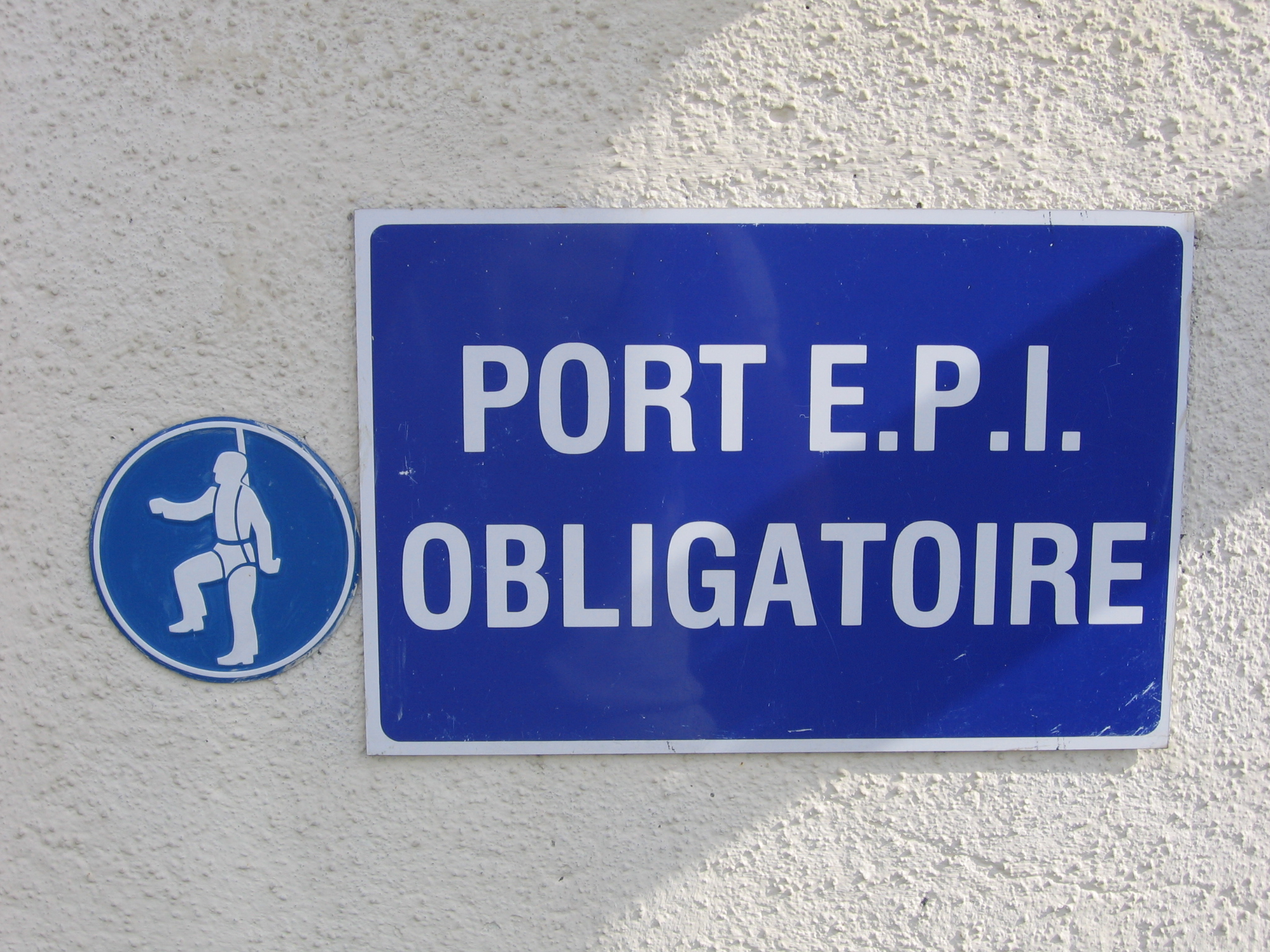
Panneau près d'une antenne relais GSM.

Un équipement de protection individuelle (EPI) protège un individu contre un ou plusieurs risques donnés, et selon l'activité qu'il est amené à exercer. D'une manière générale, l'ensemble du corps peut et doit être protégé. Il s'agit généralement d'un vêtement professionnel.
La notion d'équipement de protection individuelle s'entend par opposition, par substitution ou en complément aux équipements de protection collective (EPC). S'il s'avère impossible de mettre en place un équipement de protection collective, il est fait appel à un équipement de protection individuel. Pour installer un équipement de protection collective, il est fait appel aux équipements de protection individuelle. Une paire de bouchons d'oreille est un EPI contre le bruit, un capot insonorisant sur une machine est un EPC, par exemple.

## Catégorie des EPI
Selon l’importance du danger défini dans le Règlement UE 2016/425, chaque EPI possède un niveau de protection face aux risques. La catégorie 1 concerne les risque mineurs. entre dans cette catégorie gants et bouchons d'oreilles par exemple. En catégorie 2, cela concerne les risques graves autres que les deux autres catégories, par exemple un casque pour l'escalade afin de se protéger des risques de chutes de pierres. La catégorie 3 concerne les risques très graves, risques mortels ou des dommages irréversibles pour la santé, par exemple un baudrier, une longe ou un système d'assurage pour les risques de chutes en hauteur. 

## Législation
Selon les pays, la législation peut imposer le port d'un EPI pour certaines activités, notamment au travail :
- port d'un casque, d'un heaume, d'un écran facial, sur les chantiers et dans certaines usines ;
- protection des yeux : contre les projections ou contre les rayonnements (lunettes de protection, casque ou lunettes de soudure…) ;
- port de chaussures de sécurité sur les chantiers et dans certaines industries ;
- port de vêtements protecteurs (veste à col fermé et à manches longues et serrées aux poignets, pantalon long), gants, lunettes et masque :
  - contre les projections de produits chimiques ou biologiques,
  - contre la chaleur et le risque de feu,
  - contre les risques de plaie (coupure, abrasion, gilet pare-balles),
  - à haute visibilité pour éviter de se faire renverser par un véhicule ou un engin de manutention, etc. ;
- protections auditives contre le bruit (coquilles passives, bouchons actifs) ;
- protection respiratoire : appareil respiratoire isolant ou filtrant (les masques de protection FFP) ;
- harnais, enrouleurs, mousquetons, longes et lignes de vie (corde) : dispositifs contre les chutes de hauteur ;
- protections contre les risques d'électrisation, d'électrocution ou l'électricité statique : tabourets et tapis isolants, gants d'électriciens, dispositifs de mise à la terre (bracelets, perches), visières anti arcs électriques, etc.

Doivent également être considérés comme des EPI les équipements suivants :
- Masques et cagoules de soudage ;
- Ceintures de maintien ;
- Ainsi que tous les accessoires associés (par exemple, la jugulaire des casques), etc.

Pour être efficace, un EPI doit être porté. Cela signifie qu'il doit être bien toléré par l'utilisateur, ne pas le gêner dans la réalisation de sa tâche. De plus, l'utilisateur doit être sensibilisé à l'intérêt de porter cet EPI (formation au port de l'EPI et aux risques contre lesquels il protège), voire contraint. Il doit en outre recevoir les instructions nécessaires à son utilisation.
À chaque type d'activité, un employeur se doit de pourvoir à la sécurité et à la protection du salarié qu'il a sous son autorité.

### Union européenne
Selon le règlement (UE) 2016/425 du Parlement européen et du Conseil (qui remplace la directive 89/686/CEE), on entend par équipements de protection individuelle un « équipement conçu et fabriqué pour être porté ou tenu par une personne en vue de la protéger contre un ou plusieurs risques pour sa santé ou sa sécurité. » Le règlement s'applique également à un « composant interchangeable pour un équipement [de protection individuelle] qui est indispensable à la fonction de protection dudit équipement » ainsi qu'à un « système de connexion pour un équipement [de protection individuelle] qui n'est ni tenu ni porté par une personne, qui est conçu pour relier ledit équipement à un dispositif externe ou à un point d'ancrage sûr, qui n'est pas conçu pour être fixé de manière permanente et qui ne nécessite pas d'opération de fixation avant utilisation. »

#### France

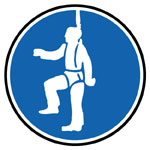
Pictogramme du port obligatoire d'EPI anti-chute.

En France, le législateur impose à l'employeur de créer et d'utiliser le Document unique d'évaluation des risques professionnels (DUERP), qui doit notamment recenser tous les risques existants dans l'activité de chaque salarié. Une fois connus, l'employeur doit soit les éliminer, soit les amoindrir. Les EPI sont l'un des moyens d'y parvenir.
Les équipements de protection individuelle soumis au code du travail peuvent être classés en une dizaine de familles en fonction de la zone corporelle protégée. Cette classification est souvent retenue par les fournisseurs de ces produits.

## Efficacité
Alors que le port d'une protection est présenté[Par qui ?] comme le premier et meilleur moyen de se prémunir du risque de contamination/intoxication percutanée par les pesticides (en viticulture, arboriculture et grandes cultures notamment), au début des années 2000, une étude conclut paradoxalement qu'en réalité dans ces domaines « la protection individuelle ne semble pas l'élément le plus déterminant dans le niveau d'exposition. En particulier, le port d'une combinaison n'évite pas totalement la contamination. Dans la phase d'application du traitement dans les vignes et la phase ultérieure de nettoyage du matériel, les personnes "protégées" sont même globalement davantage contaminées que celles qui ne le sont pas! ». Il semble aussi que les combinaisons soient très difficilement ou impossibles à porter par forte chaleur (surtout les combinaisons de type 3, plus efficaces en théorie) et qu'un autre effet pervers soit induit :  « L'utilisateur qui se sent protégé a tendance à prendre moins de précautions ». 
La revue Santé et travail dénonce mi-2007 le fait que selon des tests effectués par un laboratoire agréé sur une large gamme d'herbicides, le produit pur passe au travers du tissu des combinaisons de type 4 (supposées étanches aux pulvérisations et répondant aux normes en vigueur) en une minute et en moins de 10 minutes sous forme diluée. Cette combinaison a été conçue pour les ouvriers de l'industrie et non pour manipuler des pesticides (4 % environ du marché) et la norme impose de tester une liste indicative de produits où aucun pesticide ne figure. Et par ailleurs, les fiches de données de sécurité des pesticides manquent de précision sur le type de tissu et de protection individuelle (EPI) ; ainsi la fiche internationale de sécurité du folpel (l'un des pesticides chimiques les plus utilisés en viticulture et arboriculture et classé nocif), précise simplement qu'il faut « Porter un vêtement de protection », ce qui pour Philippe Dubuc n'est pas une « information loyale ». Les surfactants et d'autres additifs des pesticides sont faits pour forcer leur adhérence ou leur pénétration ; ils peuvent favoriser la contamination des protections (gants et combinaison notamment) et augmenter la pénétrabilité du tissu ou matériaux protecteur.
Les EPI sont la dernière échelle de la hiérarchie du contrôle des dangers.